# Wellesley College

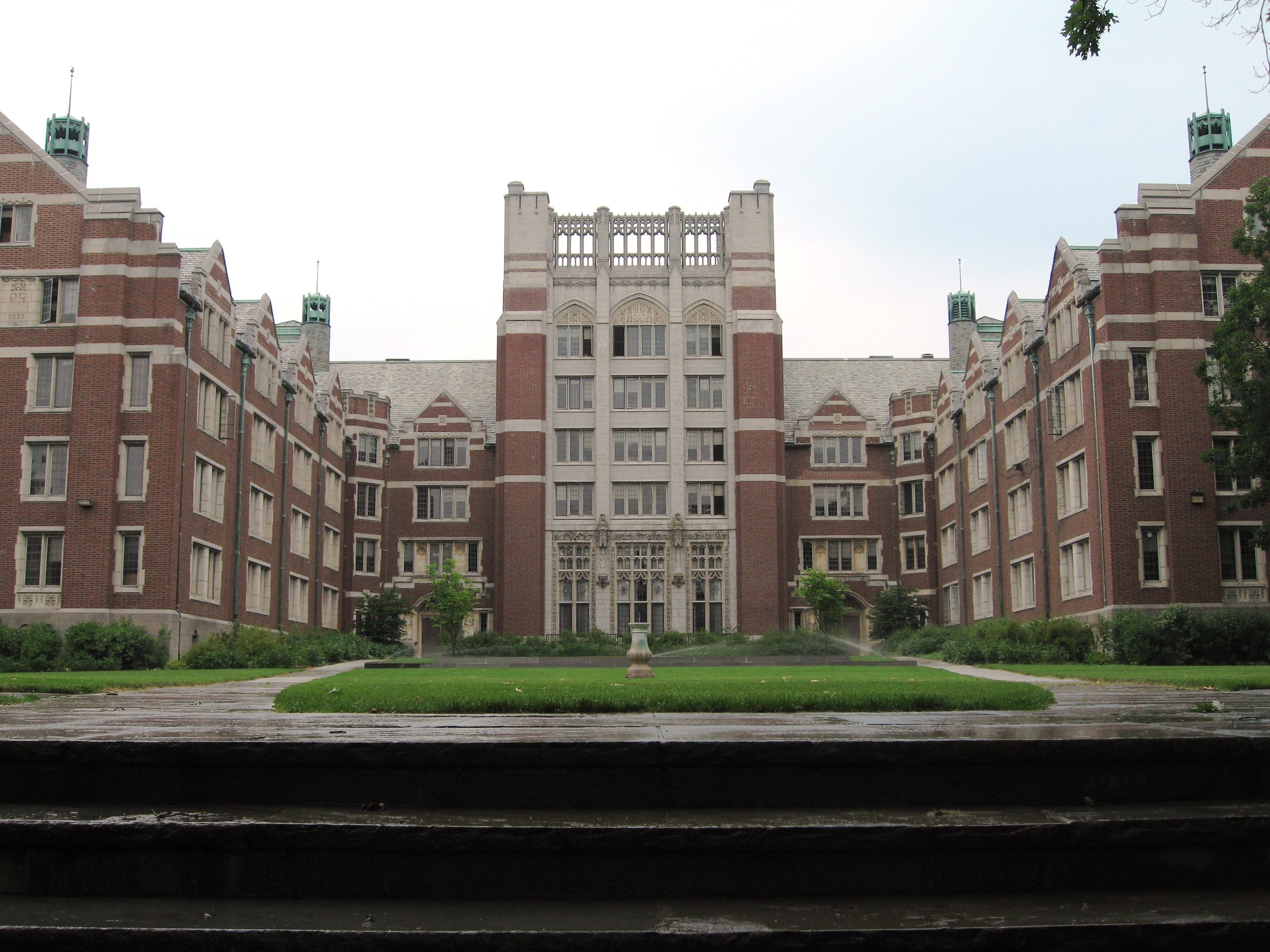
Wellesley College

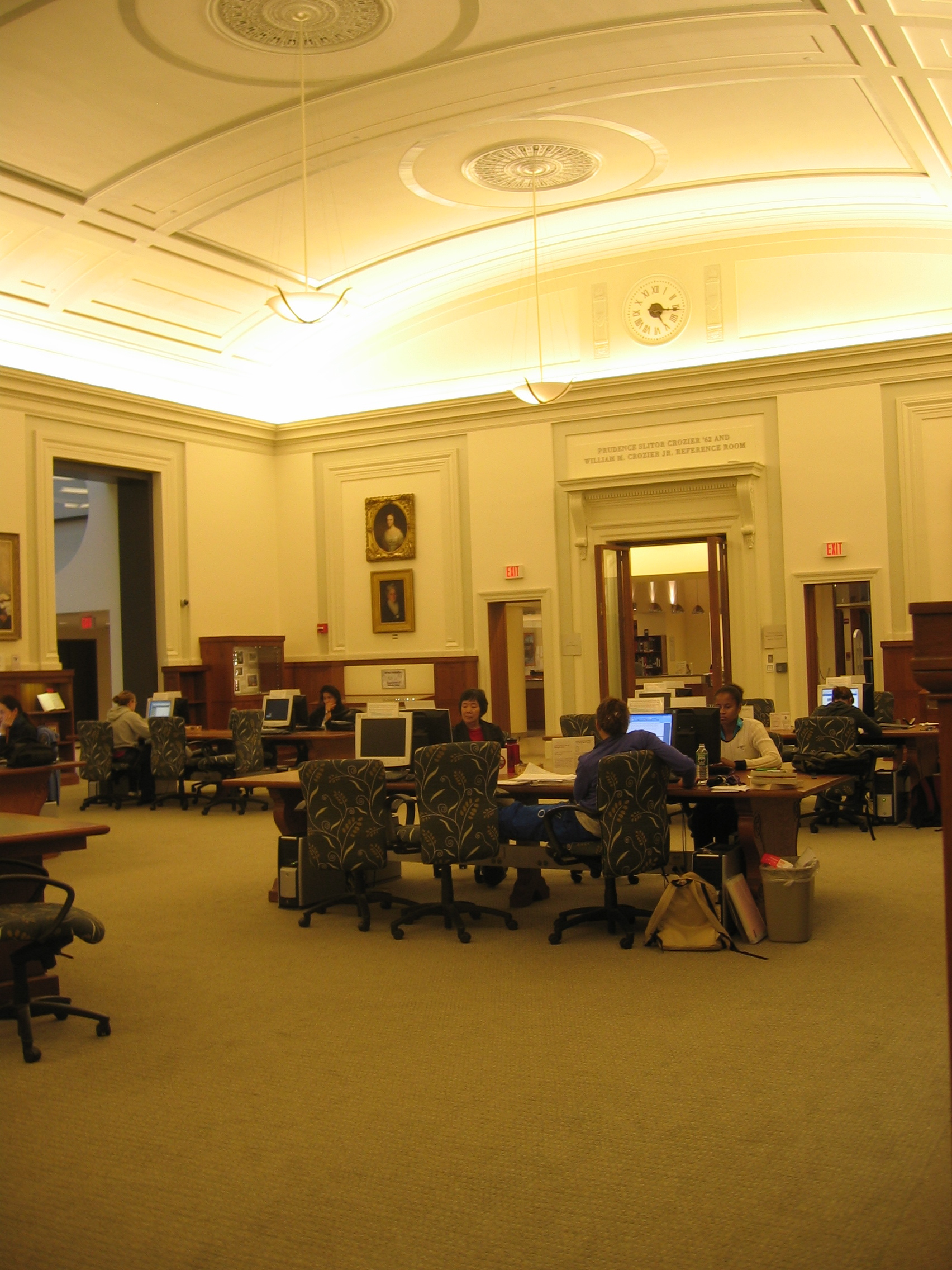
Wellesley College Bibliothek

Das Wellesley College ist eine US-amerikanische private Hochschule für Frauen. Viele heute bekannte Personen studierten dort.
Das College wurde 1870 von Henry Fowle Durant und seiner Frau Pauline gegründet. Das College wurde nach dem Namen des benachbarten Anwesens des Philanthropen Horatio Hollis Hunnewell „Wellesley“ benannt, das dieser nach der Familie seiner Frau benannt hatte. Heute sei es Anspruch des College, „Frauen, die etwas in der Welt bedeuten werden, eine exzellente Ausbildung zu geben“.
Das College, in Wellesley (rund 27 km westlich von Boston) gelegen, bietet ein Studium in den Liberal Arts; die Studentinnen erhalten nach vierjährigem Studium einen Bachelor-Abschluss. Die Hochschule ist eine der Seven Sisters (Sieben Schwestern; ein Zusammenschluss amerikanischer Frauen-Colleges) und hat ca. 2300 Studentinnen. In der Rangliste der Zeitschrift U.S. News & World Report nimmt das College regelmäßig einen der fünf Spitzenplätze unter den Liberal-Arts-Colleges der USA ein und wurde jedes Mal als das beste Frauen-College in dieser Kategorie bewertet.
Von 1950 bis 1973 wurde hier The Wellesley Edition herausgegeben.
Der Film Mona Lisas Lächeln spielt am Wellesley College und wurde dort auch teilweise gedreht.

## Zahlen zu den Studierenden, den Dozenten und zum Vermögen
Im Herbst 2021 waren 2461 Studierende am Wellesley College eingeschrieben, die alle ihren ersten Studienabschluss anstrebten und damit undergraduates waren. Von diesen waren 99 % weiblich und 1 % männlich; 21 % bezeichneten sich als asiatisch, 8 % als schwarz/afroamerikanisch, 14 % als Hispanic/Latino 34 % als weiß und weitere 14 % kamen aus dem Ausland. Es lehrten 419 Dozenten an der Universität, davon 323 in Vollzeit und 96 in Teilzeit. 2020 waren es 2280 Studierende.
Der Wert des Stiftungsvermögens der Hochschule lag 2021 bei 3,236 Mrd. US-Dollar und damit 41,6 % höher als im Jahr 2020, in dem es 2,285 Mrd. US-Dollar betragen hatte. 2009 waren es noch 1,63 Mrd. US-Dollar.

## Persönlichkeiten

### Präsidentinnen
- Ada Howard, 1875–1881
- Alice Freeman Palmer, 1881–1887
- Helen Shafer, 1887–1894
- Julia Irvine, 1894–1899
- Caroline Hazard, 1899–1910
- Ellen Fitz Pendleton 1886, 1911–1936
- Mildred McAfee, 1936–1949
- Margaret Clapp, 1949–1966
- Ruth Adams, 1966–1972
- Barbara W. Newell, 1972–1980
- Nannerl Overholser Keohane, 1981–1993
- Diana Chapman Walsh, 1993–2007
- H. Kim Bottomly, 2007–2016
- Paula A. Johnson, 2016

### Dozierende
- Edith Abbott, Sozialwissenschaftlerin
- Marjorie Agosín, chilenisch-US-amerikanische Schriftstellerin und Hispanistin
- Julián Marías Aguilera, spanischer Philosoph
- Emily Greene Balch, Ökonomin, Friedensnobelpreis 1946
- Annie Jump Cannon, Astronomin
- Clara Eaton Cummings, Botanikerin
- Margaret Clay Ferguson, Pflanzenphysiologin
- Jorge Guillén, spanischer Dichter
- Susan Hallowell, Botanikerin
- Charlotte Houtermans, Physikochemikerin
- Hedwig Kohn, Physikerin
- Mary Lefkowitz, Altphilologin
- Tom Lehrer, Mathematiker
- Tony Martin, Historiker
- Helen Abbot Merrill, Mathematikerin
- Anne Eugenia Felicia Morgan, Philosophin, Schriftstellerin und Spieleentwicklerin
- Vladimir Nabokov, russischer Literaturwissenschaftler
- Alice Freeman Palmer, Geschichte
- Adrian Piper, Philosophin
- Helen Dodson Prince, Astronomin
- Euphemia R. Worthington, Mathematikerin
- Richard Rorty, Philosoph
- Helen Almira Shafer, Mathematikerin und 3. Präsidentin
- Quinn Slobodian, Historiker
- Claude Vigée, französischer Dichter
- Alice Walker, Schriftstellerin

### Absolventinnen
- Madeleine Albright (1959), Außenministerin der Vereinigten Staaten von 1997 bis 2001
- Lisa Alther (1966), Schriftstellerin
- Barbara Babcock (1960), Schauspielerin
- Blanche Baker (1978), Schauspielerin
- Carolina Barco (1973), kolumbianische Politikerin
- Muriel Gardiner Buttinger (1922), Psychoanalytikerin und Autorin
- Hillary Clinton (1969), Außenministerin der Vereinigten Staaten von 2009 bis 2013
- Harriet B. Creighton (1929), Pflanzengenetikerin, Mitentdeckerin des Crossing over bei Mais
- Jo Duffy, Comicautorin und Redakteurin
- Nora Ephron (1962), Drehbuchautorin und Filmregisseurin
- Margaret Clay Ferguson,(1888), Pflanzenphysiologin und Hochschullehrerin
- Rosario Ferré (1960), puerto-ricanische Schriftstellerin
- Colette Flesch (1960), luxemburgische Politikerin und Fechterin
- Nancy Friday (1955), Autorin
- Mary Graustein (1906), Mathematikerin und Hochschullehrerin
- Marjorie Grene (1931), Philosophin
- Carolyn Heilbrun (1947), Schriftstellerin
- Mary Rockwell Hook (1890), Architektin
- Erna Schneider Hoover (1932), Programmiererin und Erfinderin einer Prozesspriorisierung bei der computerisierten Telefonvermittlung
- Rosalind Krauss (1962), Kunstkritikerin und -theoretikerin
- Ali MacGraw (1960), Schauspielerin
- Renate Mayntz (1950), deutsche Soziologin
- Song Meiling (1917), Ehefrau von Chiang Kai-shek
- Pamela Melroy (1983), Astronautin
- Helen Abbot Merrill (1886), Mathematikerin und Hochschullehrerin
- Ellen Fitz Pendleton (1864–1936), Mathematikerin und 6. Präsidentin des College
- Cameron Russell, Modell
- Euphemia R. Worthington (1881–1969), Mathematikerin
- Nayantara Sahgal (1947), indische Schriftstellerin und Journalistin
- Diane Sawyer (1967), TV-Journalistin und -Moderatorin
- Gertrude Woodcock Seibert (1885), Lyrikerin und Bibelforscherin
- Marjory Stoneman Douglas (1912), Journalistin, Autorin, Verfechterin des Frauenwahlrechts und Naturschützerin
- Cynthia Westcott (1920), Phytopathologin und Autorin
- Ernestine Wiedenbach (1923), Pflegewissenschaftlerin
- Mary Allen Wilkes (1959), Informatikerin und Juristin